# مجلة المجلة المصرية
كانت مجلة المجلة واحدة من أهمّ المجلّات الثقافية في مصر خلال القرن العشرين.

## تأسيسها
أسّسها الصحفي والسياسي المصري فتحي رضوان عندما تولّى رئاسة وزارة الإرشاد القومي.

## رؤساء تحريرها
كان أوّل رئيس تحرير لها محمد عوض محمد، وهو عالم موسوعي وأحد أهمّ المثقفين المصريين الذين أسهموا في تأسيس علوم الجغرافيا العربية الحديثة، وكانت له باع طويلة في الفنون القصصيّة، والترجمة (إذ كان أوّل من ترجم فاوست إلى العربية)، وقد ساهمت موسوعيّته هذه في رسم ملامح مجلّة "المجلّة" في بداية طريقها، لذلك شملت أبوابُها مختلف مجالات الفنون والآداب، فتناولت أعدادُها الأولى: فن العمارة، والموسيقى، والباليه، والرسم، والشعر، والنحت، والفلسفة، بالإضافة إلى متابعة ونقل ما يحدث من تطوُّرات ثقافية في العالمين العربي والغربي، من خلال كتابات مترجمين متخصصين، وعلماء ومفكّرين، فكانت سجلًّا دقيقًا لكلّ جديد في العلوم والفنون، وجسرًا معرفيًّا بين القارئ العربي والفكر والإبداع الغربيين.
لم تطُل الفترة التي تولّى فيها محمد عوض محمد رئاسة تحرير المجلّة، فتركها عام 1957 كي يتفرّغ لمشروعات أخرى، وخلفه في رئاسة التحرير حسين فوزي الذي تولّى تحريرها من عدد أيلول/سبتمبر 1957 وحتّى عدد شباط/فبراير 1959. وخلال فترة رئاسته للتحرير حافظ فوزي على نفس نهج الممجلّة الذي اختطّهُ لها رئيس التحرير السابق، وأصبحت "المجلة" سجلًّا لكلّ ما هو جديد في الثقافة الإنسانيّة، وشملت محتوياتها الفنون الإفريقيّة والآسيويَّة، كما تناولت الفنون، والثقافة في أمريكا اللاتينية (هذا بالإضافة إلى متابعة حركة الفنون في أوروبا وروسيا بشكلٍ مكثّف).
في آذار/مارس 1959 تولى رئاسة التحرير علي الراعي، الذي عمل على تطوير المجلّة من خلال اهتمامه بفنون الشعوب، بالإضافة إلى إبداعات المفكرين والأدباء. نشرت المجلّة في عهده كتابات تناولت فنون الشارع، والفولكلور، والتراث الشفاهي في مصر والعالم العربي، وظهرت على صفحاتها أسماء كتّاب مثل:أحمد رشدى صالح، وعبد الحميد يونس، الذين كتبوا عن إبداعات الشعوب، وفنونها، كما شهدت هذه الفترة إسهامات نقدية هامة بأقلام نقاد مثل محمد مندور، ورمسيس يونان، وزكي نجيب محمود، فضلاً عن إسهامات طه حسين، وعثمان أمين، وعلي أدهم، ومحمد صدقي الجباخنجي، ولويس عوض، وأنور عبد الملك. وفي نيسان/أبريل 1962 ترك علي الراعي "المجلة" بعد خروج ثروت عكاشة من الوزارة وتولي عبد القادر حاتم.
بعد استقالة علي الراعي تولى يحيى حقي رئاسة التحرير خلفًا له من أيار/مايو 1962 وحتى نهاية عام 1970، وهي أطول فترة يقضيها رئيس تحرير للمجلة في تاريخها، لذلك ارتبط اسم "المجلة" باسم يحيى حقي، حتى لقد كان شائعاً أن يقول الناس: "مجلة يحيى حقي"، واستطاع الكاتب الكبير أن يحافظ على شخصيتها كمنبر للمعرفة والعقل، فحوَّل "المجلّة" إلى منبر للمواهب الحقيقية، وفتح صفحاتها للأجيال الشابة من المبدعين في القصة والشعر والنقد والفكر، وتكوّنت نُخبة من الكُتّاب الذين صاروا يُعرفون بـ"جيل الستينيات".
خلال العام الأخير من رئاسته للتحرير فوض يحيى حقي نائبه شكري محمد عياد لإدارة المجلة خلال الشهور الأخيرة، وذلك قبل أن يحتدم الخلاف بين عياد وبين المؤسسة الرسمية ويتركها في تشرين الثاني/أكتوبر 1970 فتولى رئاسة تحريرها بعده عبد القادر القط منذ نوفمبر 1970 حتى قرار أنور السادات بإغلاقها، وإغلاق المجلات التي كانت تصدرها الهيئة المصرية العامة للكتاب في تشرين الثاني/أكتوبر 1971 وهو ما بات يُعرف بـ"قرار إطفاء المصابيح الثقافية".

## محتوياتها
تضمّن العدد الأوَّل مقالًا لفتحي رضوان عُنوانه: "قناة السويس بين التأميم والتدويل"، وضع أسفل عنوانه عبارة: "بقلم الأستاذ فتحي رضوان"، غير مسبوقة بالتعريف بلقبه ومنصبه كوزير للإرشاد، وكأنَّ رئيس التحرير أراد أن يُنبِّه القُرّاء إلى أنّ هذه المجلّة تنشر للكُتّاب حسب كفاءاتهم العلميّة، ولا اعتبار لمنصب أو مكانة عند القائمين عليها. ولقد تكرَّر هذا الأمر في أحد أعداد "المجلة" عندما تولّى رئاسة تحريرها علي الراعي، حين نشر مقالًا كتبه ثروت عكاشة باسمه غفلًا من منصبه، مع أنّهُ كان حينها نائب رئيس الوزراء، ووزير الثقافة.

## صور أعداد من المجلة

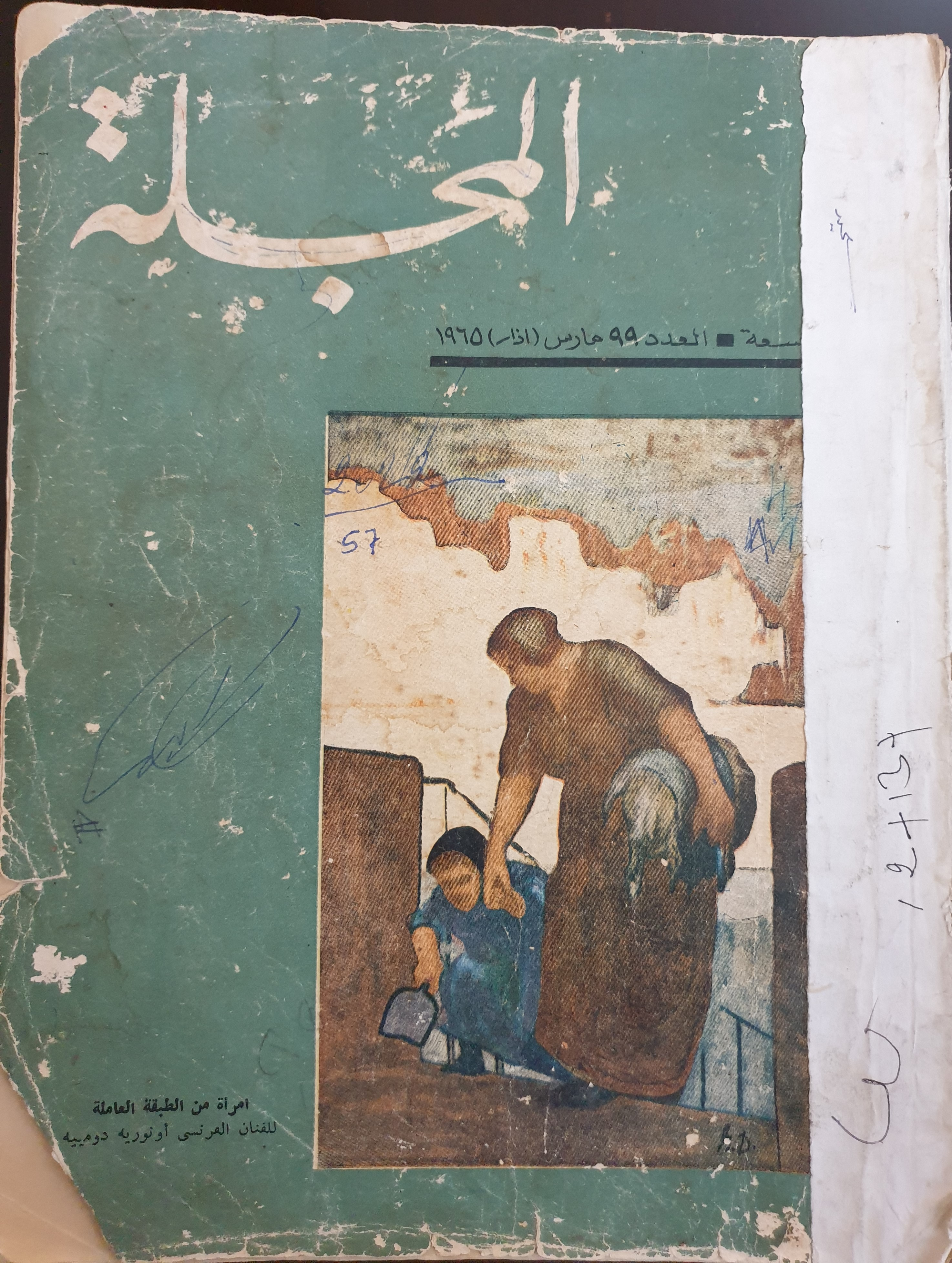
غلاف العدد 99 من مجلة المجلة.
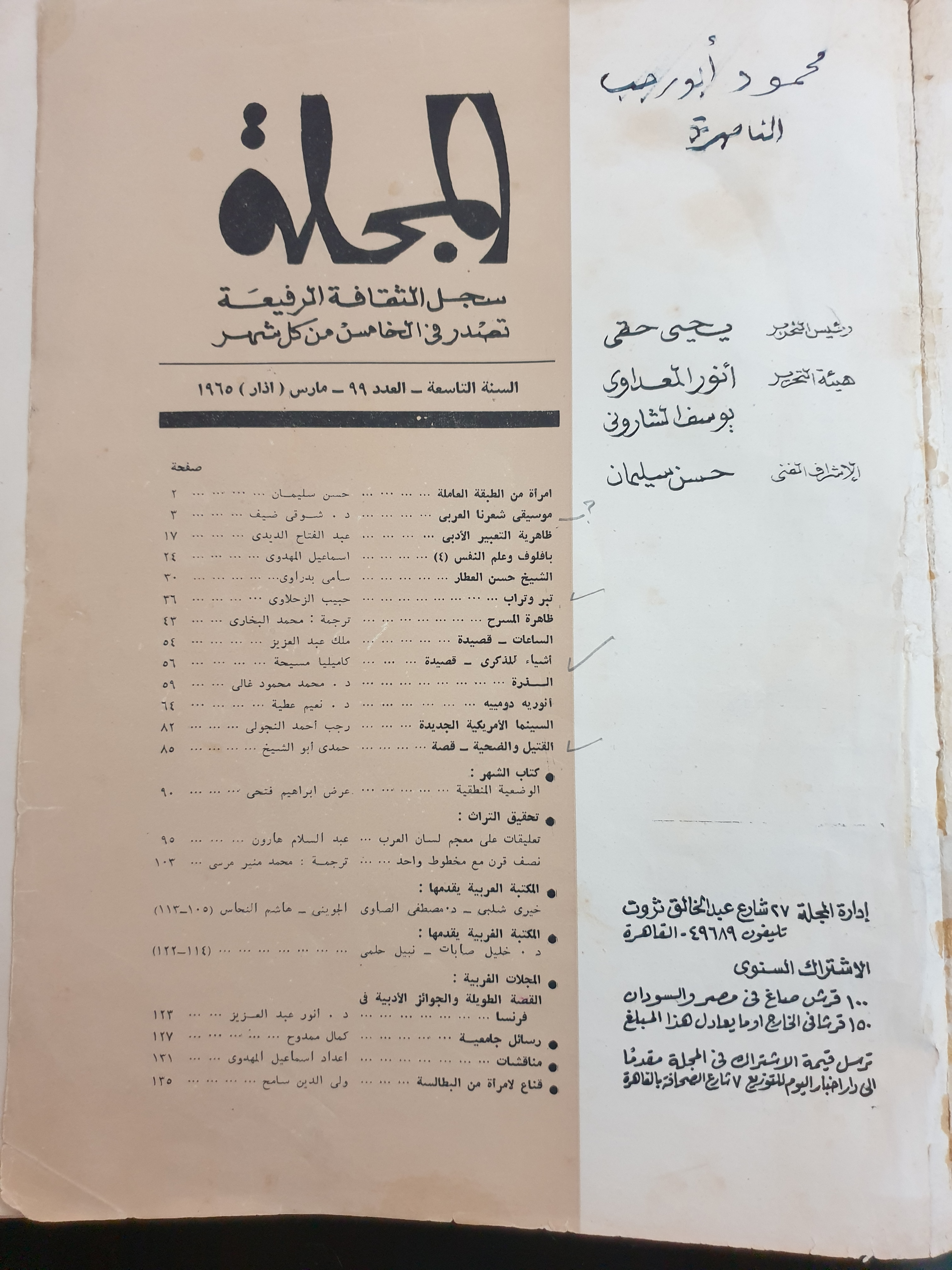
فهرست المحتويات للعدد 99 من مجلة المجلة.